# Paul Gray
Paul Dedrick Gray, född 8 april 1972 i Los Angeles, Kalifornien, död 24 maj 2010 i Urbandale, Iowa, var en amerikansk musiker och medlem i metalbandet Slipknot där han hade nummer två och spelade bas. Han var en av dem som grundade bandet tillsammans med Shawn Crahan och förre sångaren Anders Colsefni. Han använde basmärket Ibanez.
Gray föddes i Los Angeles, Kalifornien strax innan hans föräldrar flyttade till Des Moines, Iowa där han växte upp.
Under bandets framträdanden använde sig Gray av en grismask av latex. Han hade också en svart mask med stålspikar för munnen. Gray hittades död på sitt hotellrum efter en överdos morfin den 24 maj 2010.

## Diskografi med Slipknot

### Demoalbum
- Mate.Feed.Kill.Repeat (1996)
- Crowz (blev aldrig färdigställd)

### Studioalbum
- Slipknot (1999)
- Iowa (2001)
- Vol. 3: (The Subliminal Verses) (2004)
- All Hope Is Gone (2008)

### Livealbum
- 9.0: Live (2005)

### Singlar
- Spit It Out (2000)
- Wait And Bleed (2000)
- Left Behind (2001)
- My Plague (2002)
- Duality (2004)
- Vermilion & Vermilion Pt. 2 (2004)
- Before I Forget (2004)
- The Nameless (2006)
- Psychosocial (2008)
- Dead Memories (2009)
- Sulfur (2009)
- Snuff (2009)